# Akira Konno
Akira Konno (今野 章?, Konno Akira; Ōfunato, 12 settembre 1974) è un allenatore di calcio ed ex calciatore giapponese, di ruolo centrocampista, collaboratore tecnico del Vegalta Sendai.